# IX Premis Goya
La IXa edició dels Premis Goya (oficialment en castellà: Premios Anuales de la Academia "Goya") va tenir lloc al Palau de Congressos de la ciutat de Madrid (Espanya) el 20 de gener de 1995 i fa referència a aquelles produccions realitzades el 1994.
La presentació de la gala va anar a càrrec de l'actor Imanol Arias. En aquesta edició s'incorporà a la competició les categories de millor actor i actriu revelació.
La gran guanyadora de la nit fou Días contados d'Imanol Uribe que aconseguí guanyà 8 premis de les 19 nominacions aconseguides, entre elles millor pel·lícula, director, actor protagonista i secundari, actriu revelació i guió adaptat. Canción de cuna de José Luis Garci aconseguí 5 premis de les 11 nominacions aconseguides, la majoria d'elles tècniques (entre ells aconseguiren un premi Goya Gil Parrondo i Yvonne Blake, guanyadors de sengles Oscars).

## Nominats i guanyadors
| Millor pel·lícula | Millor director |
| --- | --- |
| - Días contados - Canción de cuna - La pasión turca | - Imanol Uribe per Días contados - José Luis Garci per Canción de cuna - Vicente Aranda per La pasión turca                                    |
| Millor actor | Millor actriu |
| - Carmelo Gómez per Días contados - Gabino Diego per Los peores años de nuestra vida - Alfredo Landa per Canción de cuna                                                                                                 | - Cristina Marcos per Todos los hombres sois iguales - Ana Belén per La pasión turca - Ruth Gabriel per Días contados                          |
| Millor actor secundari | Millor actriu secundària |
| - Javier Bardem per Días contados - Agustín González per Los peores años de nuestra vida - Óscar Ladoire per Alegre ma non troppo                                                                                        | - María Luisa Ponte per Canción de cuna - Sílvia Munt per La pasión turca - Candela Peña per Días contados                                     |
| Millor guió original | Millor guió adaptat |
| - Joaquim Oristrell, Yolanda García Serrano, Juan Luis Iborra i Manuel Gómez Pereira per Todos los hombres sois iguales - Gonzalo Suárez per El detective y la muerte - David Trueba per Los peores años de nuestra vida | - Imanol Uribe per Días contados - José Luis Garci i Horacio Valcárcel per Canción de cuna - Vicente Aranda per La pasión turca                |
| Millor director novell | Millor direcció de producció |
| - La Cuadrilla per Justino, un asesino de la tercera edad - Héctor Carré per Dame lume - Álvaro Fernández Armero per Todo es mentira                                                                                     | - José Luis Escolar per La pasión turca - Andrés Santana per Días contados - José Luis García Arrojo per El detective y la muerte              |
| Millor actor revelació | Millor actriu revelació |
| - Saturnino García per Justino, un asesino de la tercera edad - Coque Malla per Todo es mentira - Pepón Nieto per Días contados                                                                                          | - Ruth Gabriel per Días contados - Elvira Mínguez per Días contados - Candela Peña per Días contados                                           |
| Millor pel·lícula hispanoamericana | Millor pel·lícula europea |
| - Fresa y chocolate de Tomás Gutiérrez Alea i Juan Carlos Tabío ( Cuba) - La estrategia del caracol de Sergio Cabrera ( Colòmbia) - Sin compasión de Francisco J. Lombardi ( Perú)                                       | - Cafè irlandès de Stephen Frears ( Regne Unit) - El que queda del dia de James Ivory ( Regne Unit) - Plouen pedres de Ken Loach ( Regne Unit) |
| Millor fotografia | Millor muntatge |
| - Manuel Rojas per Canción de cuna - Javier Aguirresarobe per Días contados - José Luis Alcaine per La pasión turca | - Teresa Font per Días contados - Miguel González Sinde per Canción de cuna - José Salcedo per El detective y la muerte                        |
| Millor direcció artística | Millor vestuari |
| - Gil Parrondo per Canción de cuna - Félix Murcia per Días contados - Josep Rosell per La pasión turca | - Yvonne Blake per Canción de cuna - Helena Sanchís per Días contados - Nereida Bonmatí per La pasión turca                                    |
| Millor so | Millor música |
| - Gilles Ortion, José Antonio Bermúdez, Carlos Garrido i Polo Aledo per Los peores años de nuestra vida - Gilles Ortion i John Hayward per Días contados - Gilles Ortion i Ricard Casals per La pasión turca             | - José Nieto per La pasión turca - Manuel Balboa per Canción de cuna - Suso Saiz per El detective y la muerte                                  |
| Millor maquillatge | Millors efectes especials |
| - José Antonio Sánchez i Paquita Núñez per Canción de cuna - Romana González i Josefa Morales per Días contados - Juan Pedro Hernández i Manolo Carretero per La pasión turca                                            | - Reyes Abades per Días contados - Michael Kirton per Desvío al paraíso - Miroslaw Marchwinski per El detective y la muerte                    |
| Millor curtmetratge de ficció | Millor curtmetratge d'animació |
| - Aquel ritmillo de Javier Fesser - Sangre ciega de Miguel Albaladejo i Geli Albaladejo - Se paga al acto de Teresa Marcos                                                                                               | - El sueño de Adán de Mercedes Gaspar - Arturo Gámez (cuerpos en tránsito) de Miguel Navarro                                                   |
| Goya d'honor | Millor pel·lícula d'animació |
| - José María Forqué (director i productor) | - El regreso del viento del Norte de Maite Ruiz de Austri                                                                                      |